# Svend Ove Pedersen
Svend Ove Pedersen, né le 31 octobre 1920 à Frederiksværk au Danemark et mort le 3 août 2009, est un rameur danois.

## Biographie

### Palmarès

#### Aviron aux Jeux olympiques
- 1952 à Helsinki,  Finlande
  -  Médaille de bronze en deux barré[1]